# Sylvain Ageorges

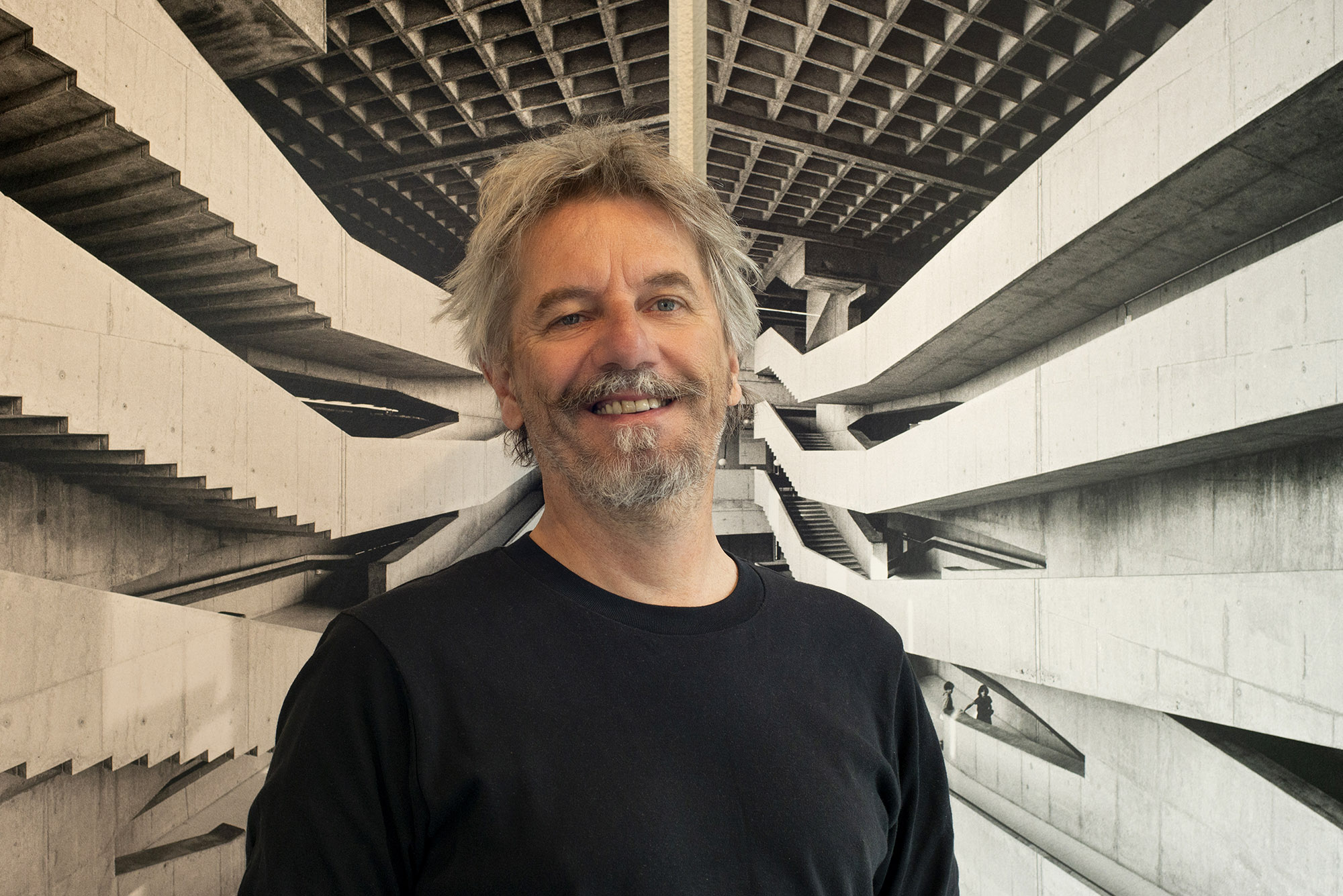
Sylvain Ageorges

Sylvain Ageorges (* 1965 in Marseille, Département Bouches-du-Rhône) ist ein französischer Fotograf.

## Leben
Mit 24 Lebensjahren ließ sich Ageorges in Paris nieder. Dort arbeitete er als freier Fotograf unter anderem für Zeitungen wie L’Express, Historia, Le Monde, Paris Match. Nebenbei entstanden dann auch eigene künstlerische Werke. Angeregt durch Kollegen wie beispielsweise Simon Roger wurde er ab 2003 auch als Autor tätig. Für seine eigenen Werke arbeitete er auch mit Gilles Del Pappas, Dominique Lesbros oder François Thomazeau zusammen.

## Schriften (Auswahl)
- Au vrais zinc parisien. Editions Parigramme, Paris 2004, ISBN 2-84096-356-6 (zusammen mit François Thomazeau).
- Bars d'hotels parisiens. Luxe, calme et club-sandwich. Editions Parigramme, Paris 2005, ISBN 978-2-84096-591-6 (zusammen mit Marie-Hélène Delettre).
- Brasseries de Paris. Editions Parigramme, Paris 2006, ISBN 2-84096-441-4 (zusammen mit François Thomazeau).
- Sur les traces des expositions universelles. Paris 1855–1937. Editions Parigramme, Paris 2006, ISBN 2-84096-444-9.
- Plages et calanques de Marseille. De Ponteau à Port-Pin; le guide des bords de mer. Editions Les Beaux Jours, Paris 2008, ISBN 978-2-35179-020-5 (zusammen mit Gilles Del Pappas).
- Paris. Les lieux mythiques de sport. Editions Parigramme, PArois 2009, ISBN 978-2-84096-548-0 (zusammen mit François Thomazeau).
- Montmartre Village. Editions Parigramme, Paris 2010, ISBN 978-2-84096-654-8.
- Guide du patrimoine juif parisienne. Editions Parigramme, Paris 2003, ISBN 2-84096-247-0 (zusammen mit Dominique Jarrassé).